# Josef Winkler (Autor)

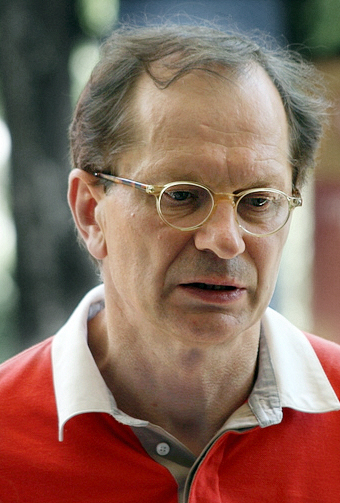
Josef Winkler (2009)

Josef Winkler (eigentlich: Joseph Winkler; * 3. März 1953 in Kamering bei Paternion in Kärnten) ist ein österreichischer Schriftsteller.

## Leben und Arbeit
Josef Winkler wuchs in seinem Geburtsort Kamering zusammen mit seinen Geschwistern auf dem Bauernhof seiner Eltern auf. Sein Elternhaus beschreibt er als „sprachlose Welt“: die Liebe des Vaters galt den Tieren am Hof und die Gewalt den Kindern. Die Mutter hatte ihre Brüder während des Zweiten Weltkrieges verloren und war deshalb verstummt. Bereits während er die Dorfschule in Kamering besuchte, wurde ihm der Klassenunterschied in der Gesellschaft bewusst: als Bauernkind konnte er sich keine Bücher leisten, der Sohn des Dorflehrers allerdings schon. Im Alter von acht oder neun Jahren stahl er deshalb den Eltern Geld, um sich ein Buch kaufen zu können. Diese hatten dafür keinerlei Verständnis.
Zu dieser Zeit gelangte der junge Winkler auch an seine ersten Bücher – Märchen von Oscar Wilde. Kurz darauf hatte er bereits vierzig bis fünfzig Bände von Karl May gelesen. Nach der Dorfschule besuchte Winkler die Handelsschule in Villach. Als Vierzehnjähriger habe er bereits zu jemandem gesagt, dass er nicht wisse, was er einmal werde, aber eines Tages wolle er ein Buch schreiben. Bis dahin war er vielleicht zwei bis drei Mal vom elterlichen Dorf weggekommen. Bald drängte es ihn danach, etwas zu lesen, das ein höheres Niveau vorzuweisen hatte. Ihm fiel Die Pest von Camus in die Hand, sowie Werke von Peter Weiss, die französischen Existentialisten, und anschließend auch Peter Handke. Dabei stand für Winkler die Sprache im Fokus. Er betrachtete, suchte und studierte den Stil und die Form der Werke, denn schon damals begleitete ihn die Angst vor der Sprachlosigkeit, welche durch Lesen überwunden werden konnte.
Nach der Handelsschule begann Winkler im Büro der Oberkärntner Molkerei zu arbeiten. Später besuchte er die Abendhandelsakademie in Klagenfurt und arbeitete tagsüber beim Eduard-Kaiser-Verlag, der unter anderem Karl-May-Bücher produzierte. Von 1973 bis 1982 war er in der Verwaltung der Klagenfurter Universität für Bildungswissenschaften angestellt, der späteren Universität Klagenfurt. In dieser Zeit organisierte er in Zusammenarbeit mit Alois Brandstetter einen Literarischen Arbeitskreis, in dessen Rahmen Lesungen und Literaturwettbewerbe stattfanden, und gab die Literaturzeitschrift Schreibarbeiten heraus. Die Schreibarbeiten waren als Vorlektüre gedacht, welche die Texte von Autoren, die bei den Veranstaltungen des Literarischen Arbeitskreises auftraten, schon im Vorhinein den Besuchern zugänglich machte und somit anschließende Diskussionen erleichtern sollte. Josef Winkler selbst veröffentlichte bloß zwei Texte in der Zeitschrift. Nach der 9. Ausgabe wurde sie wieder eingestellt.
Im Jahr 1979 gewann er mit dem Debütroman Menschenkind hinter Gert Hofmann den zweiten Preis beim Ingeborg-Bachmann-Preis. Das Buch bildet gemeinsam mit den folgenden Romanen Der Ackermann aus Kärnten und Muttersprache die Trilogie Das wilde Kärnten.
In Winklers Texten spielen die Themen Heimat, Tod, Sexualität, Katholizismus und das Landleben eine bedeutende Rolle. Er beschreibt, ausgehend von autobiografischen Erfahrungen, die Probleme, denen ein Individuum in einer patriarchal und katholisch geprägten Welt begegnen muss. Durch diesen Themenpool werden seine Werke zwar mitunter zur Anti-Heimatliteratur gezählt, setzen sich aber oft deutlich von den Merkmalen dieses Genres ab und lassen bestimmte Rahmenbedingungen bewusst hinter sich. Für sein Werk stellte er darüber hinaus auch einen Bezugsrahmen zu anderen Schriftstellern her, mit denen ihn zentrale Themen wie Tod, Isolation und Homosexualität verbinden, darunter etwa Jean Genet, Peter Handke und Hans Henny Jahnn, wobei ihn auch der expressionistisch geprägte literarische Ausdruck faszinierte. Auch seine zahlreiche Reisen nach Italien und vor allem Indien fanden und finden vielfach Eingang in sein Werk. Mehrmals beschreibt der Autor indische Totenrituale, wie sie in Varanasi stattfinden, und setzt diese in Kontrast zu den katholisch geprägten Ritualen seiner Heimat.
Seit Beginn seiner Schriftstellertätigkeiten erhielt Winkler zahlreiche nationale und internationale Anerkennungen, Ehrungen und Preise. Sein größter Erfolg setzte Ende der 2000er-Jahre ein. 2007 gewann er den Großen Österreichischen Staatspreis für Literatur, 2008 folgte der Georg-Büchner-Preis und 2009 das Ehren-Doktorat der Universität Klagenfurt. 2013 veröffentlichte der Suhrkamp-Verlag, bei dem Winkler von Anfang an verlegt wurde, frühe Texte des Autors, womit wieder ein Schritt zurück zu den Wurzeln gemacht wurde.
Anlässlich der Eröffnung des 33. Ingeborg-Bachmann-Preises 2009 hielt er die traditionelle Klagenfurter Rede zur Literatur. Sie sorgte für Aufsehen, da der Schriftsteller in ihr die Regierenden der Stadt Klagenfurt und des Landes Kärnten heftig kritisierte; etwa dafür, dass Klagenfurt einerseits immer noch keine eigene Stadtbibliothek hat, was von den Verantwortlichen mit Geldmangel begründet wird, andererseits ein Steuerberater der Landesregierung während des Verkaufs der Hypo Alpe Adria an die BayernLB ein Honorar von sechs Millionen Euro erhielt und Land und Stadt sich den Bau des 70 Millionen Euro teuren Fußballstadions in Klagenfurt (Hypo Group Arena) durchaus leisten konnten.
Bei der Feier zum 500-Jahr-Jubiläum der Schenkung Klagenfurts an die Landstände sorgte Winkler am 24. April 2018 mit einer Festrede für Aufsehen, in der er sich kritisch über den Niedergang der Hypo Alpe Adria und den Bau des Wörtherseestadions äußerte und unter anderem vorschlug, die Urne des ehemaligen FPÖ-Vorsitzenden Jörg Haider künftig in einer Gefängniszelle zu lagern. Die FPÖ Kärnten kündigte daraufhin am 26. April 2018 an, Strafanzeige wegen Verhetzung gegen Winkler stellen zu wollen. Das löste im Gegenzug eine Reaktion der IG Autorinnen Autoren aus, die ihrerseits ankündigte die von der FPÖ verwendete Schmähung linker Hassprediger zur Anzeige zu bringen.
Vor allem sind Winklers Bücher ins Französische und Spanische, aber auch ins Russische, Italienische, Japanische und Slowenische übersetzt worden. Josef Winkler ist Mitglied der Grazer Autorenversammlung und der Interessengemeinschaft österreichischer Autorinnen und Autoren. Im Oktober 2010 wurde er in den Österreichischen Kunstsenat aufgenommen, dessen Präsident er ist. Trotz der gespaltenen Beziehung Winklers zu seinem Heimatbundesland Kärnten lebte der Schriftsteller die meiste Zeit seines bisherigen Lebens dort. Durch viele verschiedene Reisen gewinnt er neue Eindrücke und Inspiration, welche er in seine Werke einfließen lässt. Josef Winkler lebt zusammen mit seiner Frau, der Fotografin Christina Schwichtenberg, und zwei gemeinsamen Kindern auch heute noch in Klagenfurt.
Zu einem Konflikt in der Kärntner Landesregierung führte die Empfehlung des unabhängigen Kärntner Kulturgremiums, ihm einen Kulturpreis zu verleihen, bei dem die ÖVP-Landesräte der Meinung waren, dass sie ihm nicht zustehe, da Winkler Kärnten zu ablehnend gegenüber stehe.

## Auszeichnungen
- 1979 Sonderpreis der Klagenfurter Jury beim Ingeborg-Bachmann-Preis 1979
- 1980 Anton-Wildgans-Preis
- 1990 Kranichsteiner Literaturpreis
- 1992 Österreichischer Würdigungspreis für Literatur
- 1994/1995 Stadtschreiber von Bergen
- 1995 Bettina-von-Arnim-Preis
- 1996 manuskripte-Preis des Landes Steiermark
- 1996 Berliner Literaturpreis
- 2000 André-Gide-Preis für die französische Übersetzung von Wenn es soweit ist durch Bernard Banoun
- 2001 Alfred-Döblin-Preis
- 2001 Otto-Stoessl-Preis
- 2002 Floriana Literaturpreis
- 2005 Franz-Nabl-Preis der Stadt Graz
- 2007 Großer Österreichischer Staatspreis für Literatur
- 2008 Georg-Büchner-Preis der Deutschen Akademie für Sprache und Dichtung
- 2009 Ehrendoktorat der Universität Klagenfurt[13]
- 2016/2017 Werkstipendium des Deutschen Literaturfonds
- 2024 Franz-Kafka-Preis[14]
- 2024 Kulturpreis des Landes Kärnten[15]

## Veröffentlichungen

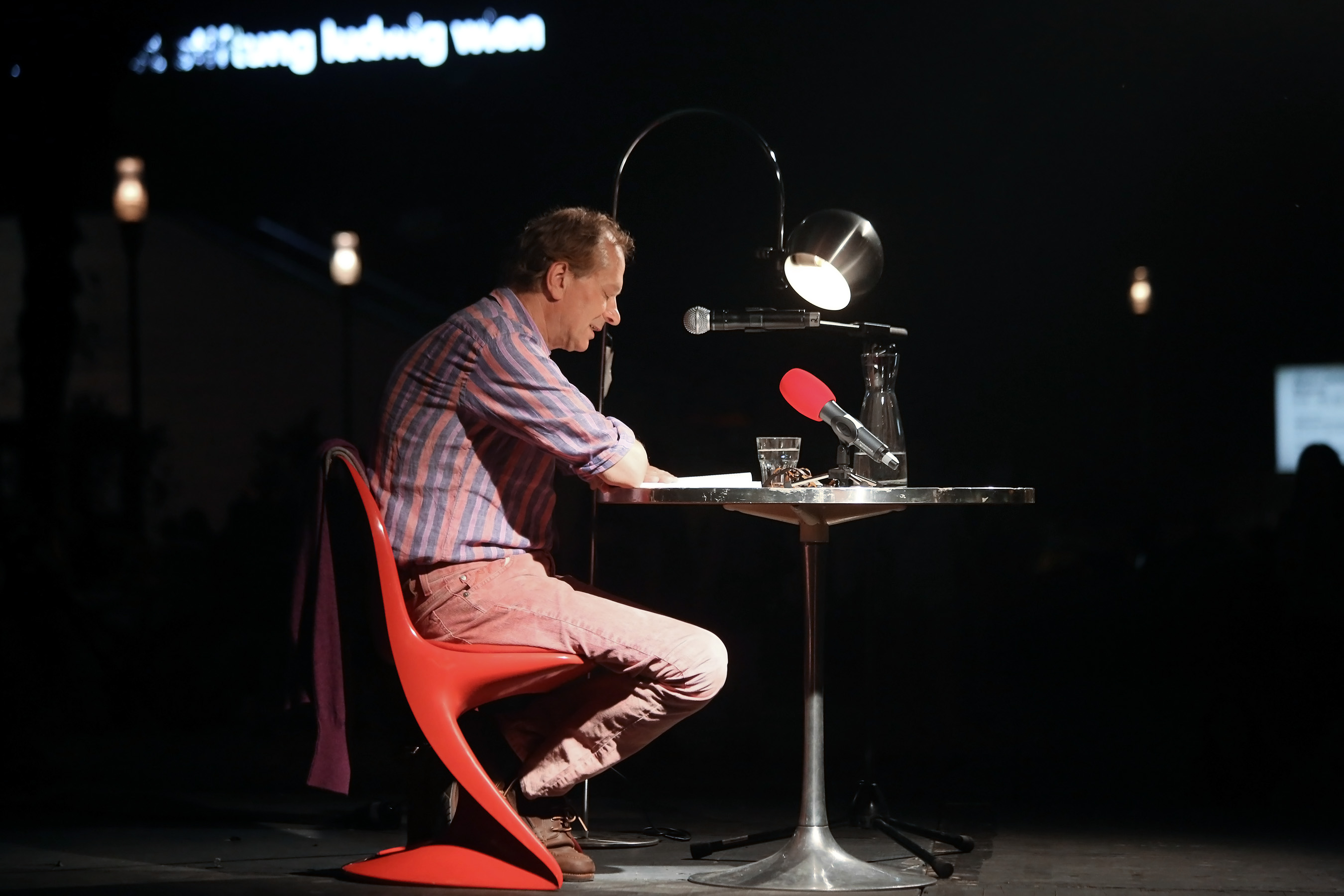
Josef Winkler (Wien 2013)

- - Die Ukrainerin. Njetotschka Iljaschenko erzählt ihre Geschichte, Edition Suhrkamp 2022 (Neuausgabe von Die Verschleppung, Nachwort Bernard Banoun), ISBN 978-3-518-77516-5
- Begib dich auf die Reise oder Drahtzieher der Sonnenstrahlen, Edition Suhrkamp 2020, ISBN 978-3-518-12757-5.
- Der Stadtschreiber von Kalkutta, Suhrkamp, Berlin 2019, ISBN 978-3-518-47014-5.
- Kalkutta. Tagebuch III. Bibliothek der Provinz, Weitra 2018, ISBN 978-3-99028-322-6.
- Lass dich heimgeigen, Vater oder Den Tod ins Herz mir schreibe. Suhrkamp, 2018, ISBN 978-3-518-42796-5.[16]
- Abschied von Vater und Mutter. Suhrkamp, 2015, ISBN 978-3-518-46592-9.
- Winnetou, Abel und ich. Suhrkamp, Berlin 2014, ISBN 978-3-518-42448-3 (Mit Bildern von Sascha Schneider).
- Mutter und der Bleistift. Suhrkamp, Berlin 2013, ISBN 978-3-518-42358-5.
- Wortschatz der Nacht. Suhrkamp, Berlin 2013, ISBN 978-3-518-42357-8.
- Kalkutta. Tagebuch II. Bibliothek der Provinz, Weitra 2012, ISBN 978-3-99028-048-5.
- zusammen mit Pepo Pichler Mysterious Traveller. Bibliothek der Provinz, Weitra 2012, ISBN 978-3-99028-151-2.
- Die Realität so sagen, als ob sie trotzdem nicht wär oder Die Wutausbrüche der Engel. Suhrkamp, 2011, ISBN 978-3-518-42137-6.
- Die Wetterhähne des Glücks und Die Totenkulterer von Kärnten. Wieser Verlag, 2011, ISBN 978-3-85129-930-4.
- Schwimmer, kasteie dein Fleisch. Bilder und Texte. Bibliothek der Provinz, 2010, ISBN 978-3-900000-71-4.
- Kalkutta. Tagebuch I. Bibliothek der Provinz, 2010, ISBN 978-3-902416-80-3.
- Der Katzensilberkranz in der Henselstraße. Suhrkamp, 2009, ISBN 978-3-518-06132-9. (=Rede auf den Klagenfurter Bachmann-Tagen 2009)[17]
- Josef Winkler – Der Kinoleinwandgeher. Ein Film von Michael Pfeifenberger. Text: Josef Winkler. Bibliothek der Provinz 2008, ISBN 978-3-85252-956-1.
- Ich reiß mir eine Wimper aus und stech dich damit tot. Suhrkamp, 2008, ISBN 978-3-518-12556-4.
- Roppongi. Requiem für einen Vater. Suhrkamp, 2007, ISBN 978-3-518-41921-2.
- Indien Varanasi, Harishchandra. Reisejournal. Bibliothek der Provinz, 2006, ISBN 3-85252-757-0.
- Leichnam, seine Familie belauernd. Suhrkamp, 2003, ISBN 3-518-12442-0.
- Natura Morta. Römische Novelle, Suhrkamp, 2001, ISBN 3-518-41269-8.
- Wenn es soweit ist. Suhrkamp, 1998, ISBN 3-518-41011-3.
- Domra. Suhrkamp, 1996, ISBN 3-518-40803-8.
- Das wilde Kärnten. (= Menschenkind. Der Ackermann aus Kärnten. Muttersprache), Suhrkamp, Frankfurt am Main 1995, ISBN 3-518-38977-7.
- Das Zöglingsheft des Jean Genet. Suhrkamp, 1992, ISBN 3-518-40492-X.
- Friedhof der bitteren Orangen. Suhrkamp, 1990, ISBN 3-518-40292-7.
- Der Leibeigene. Suhrkamp, 1987, ISBN 3-518-02669-0.
- Die Verschleppung. Suhrkamp, 1983, ISBN 3-518-11177-9.
- Muttersprache. Suhrkamp, 1982, ISBN 3-518-04674-8.
- Der Ackermann aus Kärnten. Suhrkamp, 1980, ISBN 3-518-04683-7.
- Menschenkind. Suhrkamp, 1979, ISBN 3-518-04682-9.